# 帕特里克·麦克洛克林
帕特里克·艾伦·麦克洛克林，麦克洛克林男爵，CH，PC，Kt（英語：Patrick Allen McLoughlin, Baron McLoughlin；1957年11月30日—），是英國保守黨的黨員。他自1986年西德比郡補選起成功當選英國國會西德比郡選區（現德比郡谷地選區）下議院議員而進入政壇至今。2012年9月4日，麥克洛林獲委任為運輸大臣。成為議員前，麥克洛林的職業是一名礦工，是保守黨中為數不多曾為體力勞動者的議員。2016年7月14日，他成为特蕾莎·梅新政府中的蘭卡斯特公爵領地總裁和保守黨主席。

## 背景
麦克洛克林出生在斯塔福德，祖父和父亲皆是煤矿工人。他在位于斯塔福德郡坎诺克的格里芬罗马天主教学校和斯塔福德郡农业学院罗伯斯顿学院接受教育。自1974年起，他在农场工作了五年，1979年后，在坎诺克的小城煤矿下井作业。他是全国矿工联盟的成员，并成为国家煤炭委员会西部地区市场部的工业代表。
与大多数斯塔福德矿工一样，麦克洛克林没有观察到全国矿工联盟发动的1984-1985年英国矿工大罢工，后来在1984年保守党会议上宣布他是一名没有参加罢工的矿工时得到了全国的关注。他于1985年9月，在罢工结束后五个月，从井下传送带的岗位调到区域营销代表处。

## 政治事业
麦克洛克林当选为坎诺克·契斯区议会议员，从1980年起任职七年，并于1981年至1987年在斯塔福德郡议会担任议员。1982年，他担任青年保守党全国主席。
麦克洛克林在1983年大选中未能成功争夺东南伍尔弗汉普顿选区，以5000票之差败给了工党议员罗伯特·爱德华兹。
马修·帕里斯，时任西德比郡选区保守党议员，辞去了下议院席位转行投身媒体事业，麦克洛克林被选中参选1986年补选。他成功当选，虽然优势只有100多票。
进入国会后，麦克洛克林最初担任安吉拉·卢博尔德（教育和科学部副大臣（1987-88）的国会私人秘书，后任贸易和工业大臣戴维·扬（1988-89）的国会私人秘书。他在1989年被首相撒切尔夫人任命为运输部政务次官，1992年，被约翰·梅杰首相调到就业部担任同一职位。第二年，再调贸易和工业部。
他于1995年成为政府助理党鞭，1996年加财政部专员衔（Lord Commissioner），升任党鞭。保守党在1997年大选失败后，他仍留在反对党党鞭办公室，于1998年成为副党鞭长。2005年，他被戴维·卡梅伦提拔为党鞭长。麦克洛克林也曾在许多专责委员会任职。作为反对党党鞭长，他于2005年6月宣誓就职枢密院成员。
2010年大选中，在边界变化之后西德比郡选区席位被废除，他被选为德比郡谷地選區席位的继任者，获得的选票数量完全相同。2010年，首相戴维·卡梅伦任命麦克洛克林为保守党 - 自由民主党联合政府党鞭长兼财政部国会秘书。在其党鞭长任内，他曾被议长约翰·伯考（John Bercow）谴责为下议院内的不当行为。

### 交通运输大臣
2012年9月政府改组，麦克洛克林被任命为运输大臣。他上任之后不久，由于招标过程中的主要技术缺陷，他不得不决定取消西海岸城际铁路特许经营权。

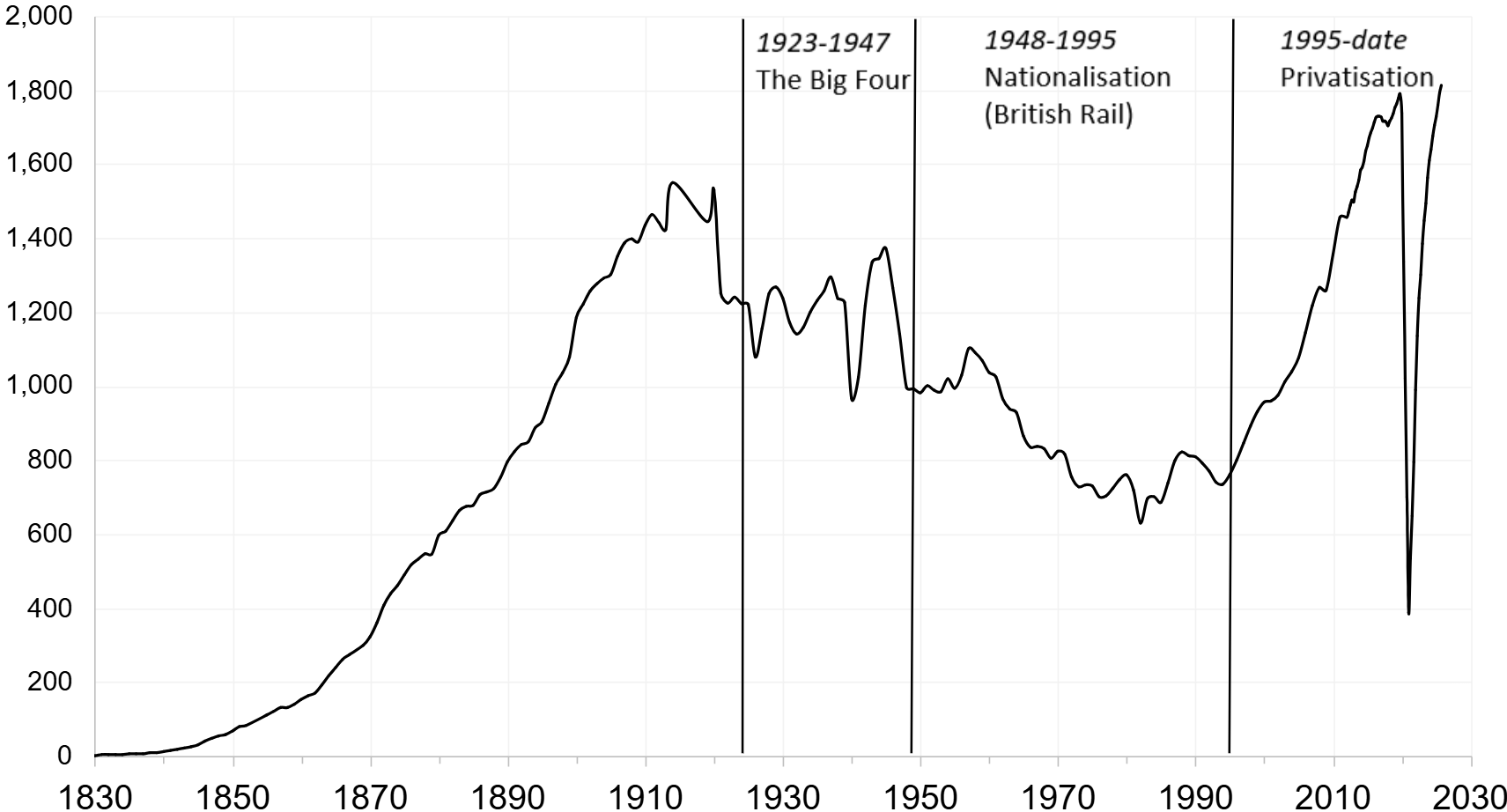
1829-2016年英国铁路运客量，显示的是小型铁路公司的早期时代，合并成“四大”国有化铁路公司的时代，最后是当前的私有化时代

作为运输大臣，随着铁路私有化之后的几年里旅客数量的增加，麦克洛克林监督了大规模的政府对铁路投资。2014 - 2019年，计划完成380亿英镑规模的改扩建工程，包括横贯铁路、特姆斯林克项目，大西部干线电气化和北部经济引擎计划，以加强英格兰北部的交通基础设施连接。
在2017年，2号高速铁路（HS2）也将开始建设，这是主要城市之间的高速铁路连接，将“将英国北部的长途运力增加三倍”，并将西海岸主干线的运力释放到货运和通勤列车。 麦克洛克林说：“所以我们赢得了争论，HS2将建成类似于'Y'字形网络，从伦敦到伯明翰再从伯明翰到曼彻斯特和利兹。HS2将改变北方的运输结构。但它也会改变经济架构。”2013年11月，他在演讲中赞扬英国铁路私有化的影响，说“私有化激发了铁路复兴。自1993年以来，英国的乘客旅行量翻了一番，达到了自20世纪20年代以来未曾见过的高水平。在与15年前大致相同的路网上，今天我们的铁路每天运行4000个车次。铁路货运增长了60％。自私营化以来，收入增加了超过30亿英镑，几乎所有这一切都是由于乘客数量增加，而不是票价上涨。安全水平一直处于高位。准时率接近创纪录水平。在过去十年中，乘客满意度提高了10％。”
在2015年12月，他宣布了北方铁路公司和中央铁路公司快递特许经营的中标者，包括新的火车、服务和免费无线网络，说“Arriva铁路北方和第一中央铁路快递远远超出了我们的要求，令人兴奋，雄心勃勃的计划，将真正的差异，客户—加上我们致力于推动重要的跨境运输线路的承诺—将有助于该地区发挥其充分的经济潜力，确保其拥有21世纪的现代运输系统。”
麦克洛克林在2015年洪水后满足和安抚坎布里亚普利桥和索尔兹伯里居民的访问被《独立报》嘲笑，当大臣们抵达时发现桥梁已被洪水冲毁而不得不迂回20公里前往目的地。那篇文章将此事件与BBC喜剧《幕后危机》的场景作比较。
麦克洛克林还监督一个150亿英镑的道路升级项目，以改善路况和增加车道。

### 保守党主席
在2016年6月23日英国投票决定离开欧盟之后，戴维·卡梅伦首相辞职，麦克洛克林于2016年7月14日被新首相特蕾莎·梅担任保守党主席。
在2016年7月24日的《安德鲁·马里秀》中，麦克洛克林说：“里斯本条约第50条将在下次大选前触发。很明显，脱欧就是脱欧。 这意味着我们从欧盟走出来。我们想在我们自己的控制下管理我们自己的边界。”
2018年1月，特蕾莎·梅首相改组内阁，麦克洛克林被解除党主席职务，结束其将近三十年的前座生涯回到后座。据称，他曾在大选失败及2017年保守党年会意外后向首相请辞，而首相请他留任至内阁改组。

## 私人生活
他自1984年以来与Lynn Newman结婚。这对夫妇有一个儿子和一个女儿。他在成为运输大臣之前保持低调，很少接受采访。

## 头衔
- 帕特里克·麦克洛克林先生 (1957–1986)
- 帕特里克·麦克洛克林先生 国会议员 (1986–2005)
- 可敬的帕特里克·麦克洛克林阁下 国会议员 (2005–2016)
- 可敬的帕特里克·麦克洛克林爵士阁下 国会议员 (2016–2019)
- 可敬的帕特里克·麦克洛克林爵士阁下 (2019–2020)

- 可敬的麦克洛克林勳爵阁下(2020–至今)

## 外部連結
- Profile at the Conservative Party
- 英国的個人檔案
- Hansard（1803年至2005年）記載的在貢獻
- Hansard記載的在貢獻
- 公鞭記載的投票紀錄
- TheyWorkForYou記載的紀錄
- 紀錄的個人檔案

| 大不列颠及北爱尔兰联合王国国会    | 大不列颠及北爱尔兰联合王国国会        | 大不列颠及北爱尔兰联合王国国会 |
| --------------------------------- | ------------------------------------- | ------------------------------ |
| 前任者： 馬修·帕里斯              | 英國下議院西德比郡議員 1986年－2010年 | 選區取消                       |
| 新頭銜                            | 英國下議院德比郡谷地議員 2010年－     | 現任                           |
| 官衔                              |                                       |                                |
| 前任者： 戴維·麥考萊恩            | 下議院反對黨黨鞭長 2005年－2010年     | 繼任者： 尼克·布朗             |
| 前任者： 尼克·布朗                | 下議院執政黨黨鞭長 2010年－2012年     | 繼任者： 安德魯·米切爾         |
| 前任者： 尼克·布朗                | 國會財務秘書 2010年－2012年           | 繼任者： 安德魯·米切爾         |
| 前任者： 賈斯汀·葛林寧            | 運輸大臣 2012年－2016年               | 繼任者： 克里斯·葛瑞林         |
| 前任者： 奥利弗·莱特温            | 蘭卡斯特公爵領地總裁 2016年－2018年   | 繼任者： 李達德                |
| 政党职务                          |                                       |                                |
| 前任者： 戴維·麥考萊恩            | 下議院保守黨黨鞭長 2005年－2012年     | 繼任者： 安德魯·米切爾         |
| 前任者： 埃爾斯特里的費爾德曼勳爵 | 保守黨主席 2016年－2018年             | 繼任者： 盧柏敦                |